# درد پنهان
درد پنهان یک مجموعه نمایشی تلویزیونی محصول سال ۱۳۷۴ به کارگردانی رضا صفایی می‌باشد که هر روز ظهر در برنامه سیمای خانواده از شبکه یک پخش شد.

## بازیگران
- شهلا ریاحی[۲]
- احمد قدکچیان
- محمود مقامی
- توران قادری
- جهانگیر فروهر
- نعمت‌الله گرجی
- غلامرضا اصانلو
- رحمان مقدم
- علیرضا آلادین